# تی سیلور مت. زایان مموریال ارکسترا
تی سیلور مت. زایان مموریال ارکسترا (انگلیسی: Thee Silver Mt. Zion Memorial Orchestra) که پیشتر با نام‌های دیگر مانند A Silver Mt. Zion شناخته می‌شد، گروه موسیقی راک کانادایی است که سال ۱۹۹۹ میلادی در کبِک شکل گرفت. این گروه تاکنون هفت آلبوم استودیویی منتشر کرده که شروع آن با آلبوم او تنهامان گذاشته اما پرتوهای نور گهگاه گوشه اتاقهایمان را جلا می‌دهد… بوده‌است. تعداد اعضای گروه مانند نامش تقریباً هر سال با تغییراتی روبرو بوده‌است. سبک موسیقی گروه را پست-راک توصیف می‌کنند اگرچه خود گروه این برچسب را نپذیرفته‌است.